# Terrafugia Transition

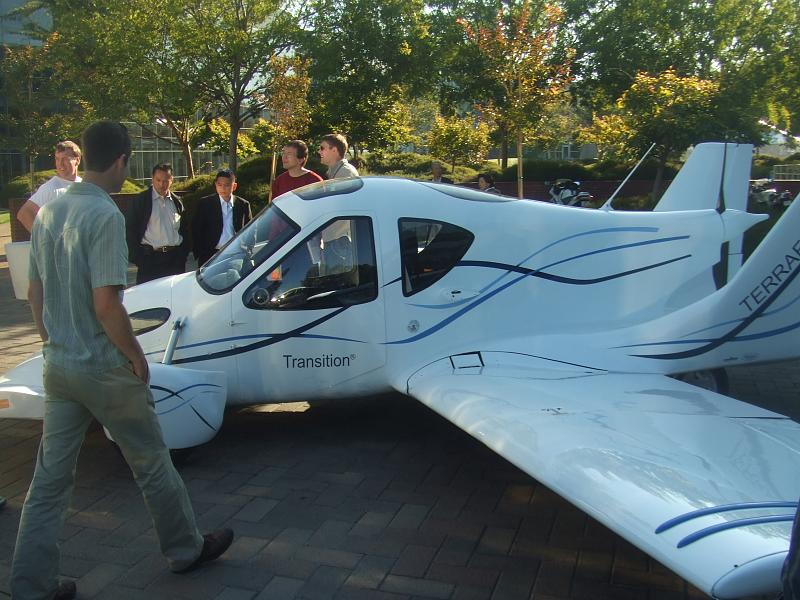
Terrafugia Transition

Terrafugia Transition – model latającego samochodu marki Terrafugia.
Pierwsze testy lotnicze pojazdu odbyły się w marcu 2009 roku, wtedy też pojazd otrzymał świadectwo od Federal Aviation Administration dopuszczenie do ruchu lotniczego jako lekki samolot sportowy, a w lipcu 2011 roku od National Highway Traffic Safety Administration dopuszczenie do ruchu samochodowego.
Pojazd wyposażony jest w śmigło pchające i składane skrzydła. Umożliwia to przekonfigurowanie samochodu w samolot w ciągu pół minuty.

## Osiągi

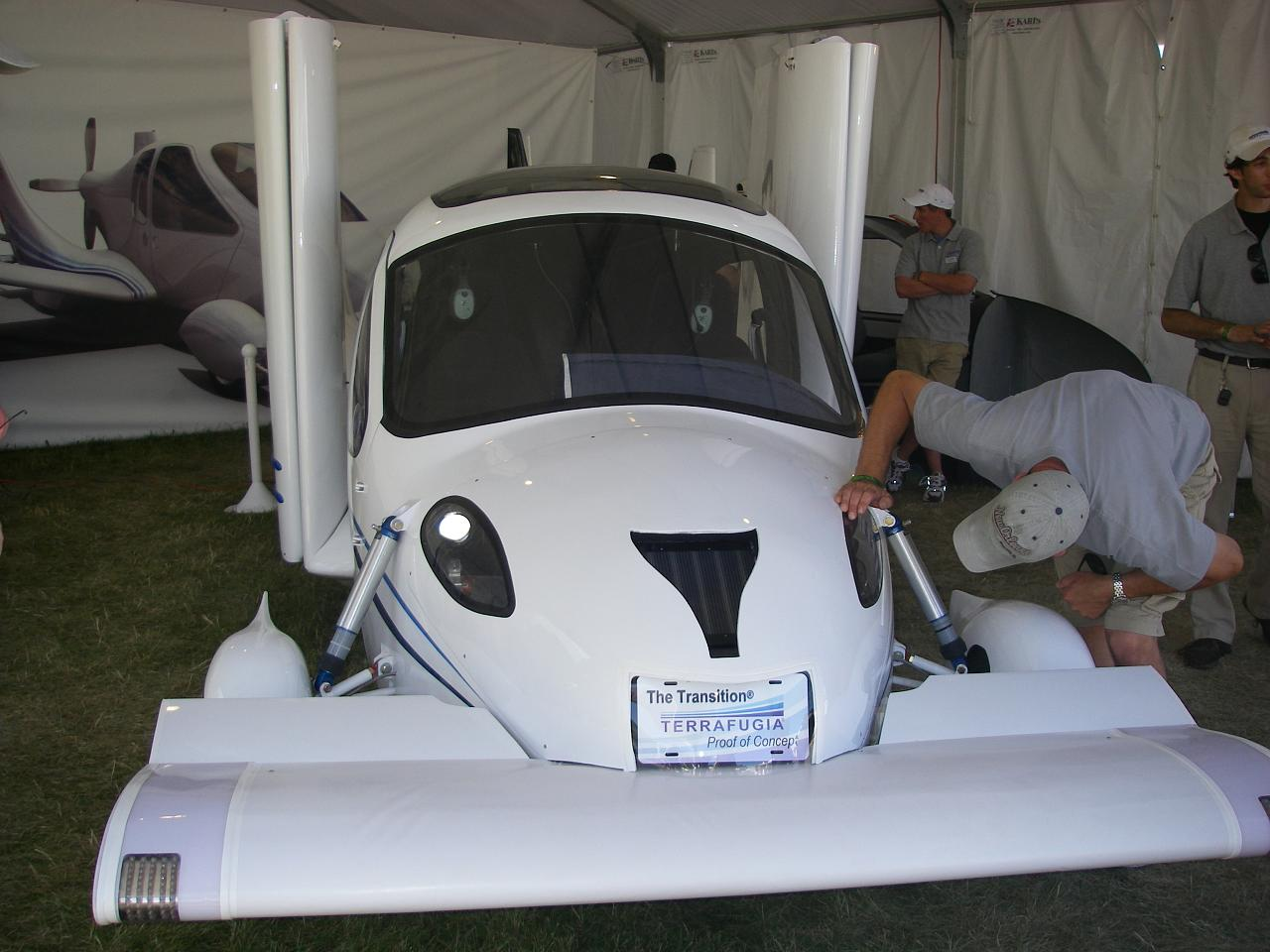
Model Transition widziany z przodu

- prędkość maksymalna: 185 km/h (lotna), 105 km/h (jezdna)[1]
- zasięg jako samochód: 720 km
- spalanie jako samochód: 6,7 l/100
- min. długość pasa startowego: 518 m
- zasięg lotu: 787 km
- max masa startowa 650 kg